# Échillais
Échillais – miejscowość i gmina we Francji, w regionie Nowa Akwitania, w departamencie Charente-Maritime.
Według danych na rok 1990 gminę zamieszkiwały 2672 osoby, a gęstość zaludnienia wynosiła 182 osób/km² (wśród 1467 gmin regionu Poitou-Charentes Échillais plasuje się na 96. miejscu pod względem liczby ludności, natomiast pod względem powierzchni na miejscu 602.).